# Majune (distrito)

localização do distrito de Majune em Moçambique

Majune é um distrito situado no centro da província de Niassa, em Moçambique, com sede na localidade de Malanga. Tem limite a norte com o distrito de Mavago, a oeste com os distritos de Muembe, Chimbonila e N'gauma, a sul com os distritos de Mandimba e Maúa, e a este com o distrito de Marrupa.

## Demografia
Em 2007, o Censo indicou uma população de 29 702 residentes. Com uma área de 9059  km², a densidade populacional chegava aos 3,28 habitantes por km². Esta população representa um aumento de 44,4% em relação aos 20 571 habitantes registados no Censo de 1997.

## Divisão Administrativa
O distrito está dividido em três postos administrativos (Malanga, Muaquia e Nairrubi), compostos pelas seguintes localidades:
- Posto Administrativo de Malanga:
  - Malanga
  - Mecuinha
- Posto Administrativo de Muaquia:
  - Riate
- Posto Administrativo de Nairrubi:
  - Nairrubi
  - Nambilange